# Víctor Carranza
Víctor  Manuel Carranza Niño (Guateque, Boyacá; 8 de octubre de 1935 - Bogotá; 4 de abril de 2013) fue un paramilitar, empresario esmeraldero y minero colombiano, conocido como El zar de las esmeraldas.
Fue sindicado de conformar grupos paramilitares. Aparentemente se le conoció con el alias de Clodomiro Agámez según inteligencia de Estados Unidos.

## Biografía
Nació el 8 de octubre de 1935 en Guateque (Boyacá). Estudió, según dicen, hasta tercero de primaria (aún no se ha comprobado) y desde los 9 años de edad ya negociaba con esmeraldas. En 1954 inició la explotación de minas en San Juan, Boyacá; en 1956 pasó a Buenavista y en 1959 excavó en Peñas Blancas. La buena suerte siempre lo acompañaba. “Por donde pasa Víctor sale una gema”, decían sus compañeros.
Se le sindicó de asociarse con el paramilitarismo e intentó eliminar a sus competidores en las denominadas Guerras verdes entre ellos al narcotraficante Gonzalo Rodríguez Gacha. Sobrevivió a varios atentados en su contra.
Carranza se consolidó como líder del sector esmeraldero en Colombia, y fue conocido como «El Zar de las Esmeraldas» junto a Gilberto Molina. A mediados de los noventa consolidó su imperio con la firma Tecminas, que es hoy por hoy la comercializadora de esmeraldas más grande del país, y obtuvo el monopolio de la explotación de la esmeralda en Boyacá.
Fue famoso a nivel mundial por ser poseedor de «Fura» una esmeralda de once mil quilates (alrededor de cinco libras) y «Tena» la esmeralda más valiosa del mundo, llamadas así en homenaje a una leyenda muisca. Fura y Tena han sido el secreto mejor guardado en Colombia y son tan grandes, hermosas y poderosas, que las dos suman casi 15 mil quilates de profundo verde fulgor y en cuanto a su precio, sólo se puede decir que no se sabe y que sólo se puede tasar en millones de dólares.
Carranza falleció a los 77 años, el 4 de abril de 2013 en Bogotá, de un cáncer de próstata, el cual se estaba tratando en la Fundación Santa Fe.
En 2014 se emitió por Caracol Televisión y Discovery Channel un documental sobre su vida.

## Polémicas e investigaciones en su contra
Carranza tuvo que enfrentar más de 20 procesos penales en su contra desde finales de los años 1980. Se le acusó, entre otras cosas, de ser auxiliador de grupos de autodefensa en el Magdalena Medio. La mayoría no avanzaron nunca o se cerraron a su favor.[cita requerida]
También se le acusó de cometer crímenes en los Llanos orientales, por disputarle a las FARC-EP las minas y extensas tierras de las que éstas quisieron apoderarse. Un investigador estadounidense lo acusó de narcotráfico.
El 17 de mayo de 1989, el propio Carranza se presentó ante el Juzgado Segundo de Orden Público de Villavicencio. Se lo investigaba por su presunta vinculación con una banda de sicarios que asesinó a un grupo indeterminado de personas en los Llanos Orientales. Una fosa común con más de 40 cuerpos no identificados fue descubierta en uno de sus predios. Carranza argumentó haber comprado el predio después de la masacre. Ese mismo año un juzgado de instrucción criminal de Villavicencio ordenó cesar todo procedimiento en contra del comerciante por su presunta participación en la masacre de Caño Sibao (Meta).
El 8 de septiembre de 1990 Carranza, Pablo Elías Delgadillo y Luis Murcia Chaparro firmaron, después de 6 años de guerra por el dominio del negocio de las esmeraldas, un acuerdo de paz para toda la zona de Borbur, San José de Pauna, Quípama, Muzo y Otanche.
En 1997 la Fiscalía Regional de Bogotá profirió orden de captura en su contra por el presunto delito de enriquecimiento ilícito.
El 4 de julio del año 2009 una docena de hombres encapuchados y armados con fusiles y granadas intentaron matar a Víctor Carranza. Se trató de una emboscada en una carretera del Meta. Aunque murieron por lo menos dos escoltas de su esquema de seguridad, el esmeraldero salió ileso.
En marzo del año 2010 escapó de un segundo atentado en su contra perpetuado en el sector de Murucubí, en el Alto Pompeya, a veinte kilómetros de Villavicencio (Meta).
El 5 de diciembre de 2011 el exjefe paramilitar Salvatore Mancuso dijo, en versión libre desde Estados Unidos para esclarecer la masacre de Mapiripán de 1997, que estuvo en una reunión realizada a finales de 1996 o principios de 1997 en el Urabá. Según su testimonio en ella participaron los jefes paramilitares Carlos Castaño y su hermano Vicente Castaño,‘Doble Cero’ y Víctor Carranza para planear la entrada de las Autodefensas Unidas de Colombia a esta región del país, uno de los lugares donde más despojo de tierra ha tenido lugar.A este testimonio se le suman los de Daniel Rendón Herrera, alias ‘don Mario’; Élkin Casarrubia, alias ‘el Cura’; Dúmar Guerrero, alias ‘Carecuchillo’ y Manuel Pirabán, alias ‘Jorge Pirata’, por los cuales lo señalaron de apoyar la conformación de grupos de autodefensas en los departamentos del Meta y Vichada.
A mediados del 2017, algunos paramilitares miembros del Bloque Capital vincularon al empresario esmeraldero y al entonces general de la Policía Nacional Leonardo Gallego como autores intelectuales en el secuestro y violación de la periodista Jineth Bedoya en el año 2000.[cita requerida]
Tras su muerte, el Departamento de Estado de los Estados Unidos reveló un documento que le identificaba como un líder paramilitar con el alias de “Clodomiro Agámez”, atribuyéndole  la matanza en 1997 de doce personas en Miraflores (Guaviare).